# Hypericum pseudoerectum
Hypericum pseudoerectum är en johannesörtsväxtart som beskrevs av N.Robson. Hypericum pseudoerectum ingår i släktet johannesörter, och familjen johannesörtsväxter. Inga underarter finns listade i Catalogue of Life.